# Perfekt
Der Ausdruck Perfekt (lateinisch [tempus praeteritum] perfectum ‚völlig vergangene Zeit‘) ist ein grammatischer Terminus, der einen Aspekt oder ein Tempus eines Verbs bezeichnen kann.
Das Perfekt als Verbalaspekt gehört zur Familie der perfektiven Aspekte; typisch sind jedoch auch Ausdehnungen in Richtung eines Tempus der Vergangenheit.
Es wurde für das Urindogermanische als einer der drei dort vorhandenen Aspekte rekonstruiert. Die Aspekte sind im Altgriechischen noch komplett erhalten, im Neugriechischen immer noch stark hervortretend. Die altitalischen Sprachen und somit auch das Lateinische sehen das Perfekt hingegen schon als Tempus; hier ist in der historischen Entwicklung der Aorist mit dem Perfekt zusammengefallen.

## Das Perfekt im Deutschen
Im Deutschen ist das Perfekt mehrdeutig zwischen einer mehr aspektuellen und einer temporalen Deutung. Die Duden-Grammatik von 2005 empfiehlt daher die neutralere Bezeichnung 2. Vergangenheit. Daneben wird es in der deutschen Grammatik auch vollendete Gegenwart genannt, so bereits 1827 von Johann Christian August Heyse.
Das Perfekt im Deutschen wird analytisch aus der Personalform der Hilfsverben „haben“ oder „sein“ im Präsens und dem Partizip II des aussagenden Verbs gebildet. Es drückt als Vorzeitigkeitstempus im Verhältnis zum Präsens das zuvor Geschehene aus, doch dient es in den deutschen Dialekten südlich des Mains und zunehmend in der Umgangssprache als Ersatzform für das Präteritum, um abgeschlossene Handlungen auszudrücken (vgl. Oberdeutscher Präteritumschwund).